# 戚作钧
戚作钧（1912年—2000年），男，山东威海人，中国无线电电子学专家、教育家，曾任安徽大学教授，第三届全国人大代表，第五届全国政协委员。